# キヤノン デミシリーズ
デミシリーズは1963年からキヤノンが発売した銀塩コンパクトカメラのシリーズである。

## 135フィルム使用カメラ
24×18mm（ハーフ）判。

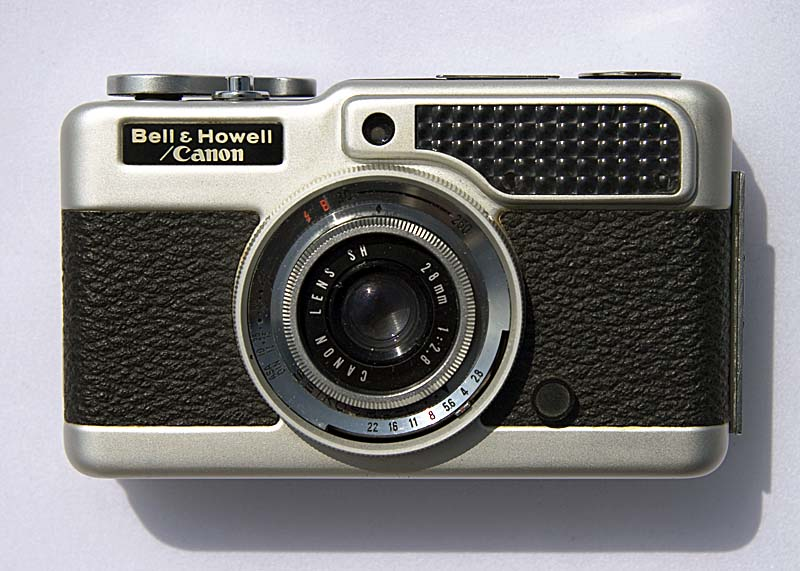
キヤノンデミ。輸出向けでベル&ハウエルとのダブルネームになっている

- キヤノンデミ（1963年2月発売） -  特徴的な実像式ファインダーを備える。初期は外装が真鍮製だったが、途中からアルミ合金製に変わった。シャッターはプログラムシャッターのセイコーシャLだが、露出はセレン光電池による追針露出計に手動で合致させる。レンズはキヤノンレンズSH28mmF2.8。
- キヤノンカラーデミ（1963年10月発売） - キヤノンデミの貼り革の色を変更したバリエーションモデルで、赤・青・緑の3種類があった。
- キヤノンデミS（1964年9月発売） - マニュアル露出。セレン光電池による追針連動式露出計を持つ。レンズはキヤノンレンズSH30mmF1.7。ピントは目測。
- キヤノンデミC（1965年4月発売） - キヤノンデミのレンズを交換可能としたもの。専用マウントレンズで交換可能、レンズはキヤノンレンズSD28mmF2.8とキヤノンレンズSD50mmF2.8の2種類。
- キヤノンデミEE17（1966年5月発売） - シャッター速度優先AEカメラ。キヤノンデミラピッドを通常の35mmフィルム用に変更した機種。レンズはキヤノンレンズSH30mmF1.7。ピントは目測。
- キヤノンデミEE28（1967年4月発売） - プログラムAE。レンズはキヤノンレンズSH28mmF2.8。デミシリーズ最終機種である。

## ラピッドフィルム使用カメラ
- キヤノンデミラピッド（1965年6月発売） - シャッター速度優先AEカメラ。デミシリーズ唯一のラピッドフィルム用カメラ。測光素子をセレン光電池からCdSに変更し、新たにシャッター速度優先AEを装備した。ファインダーは一般的な採光式フレームつき逆ガリレオファインダーになった。レンズはキヤノンレンズSH30mmF1.7。ピントは目測。